# Bennwil

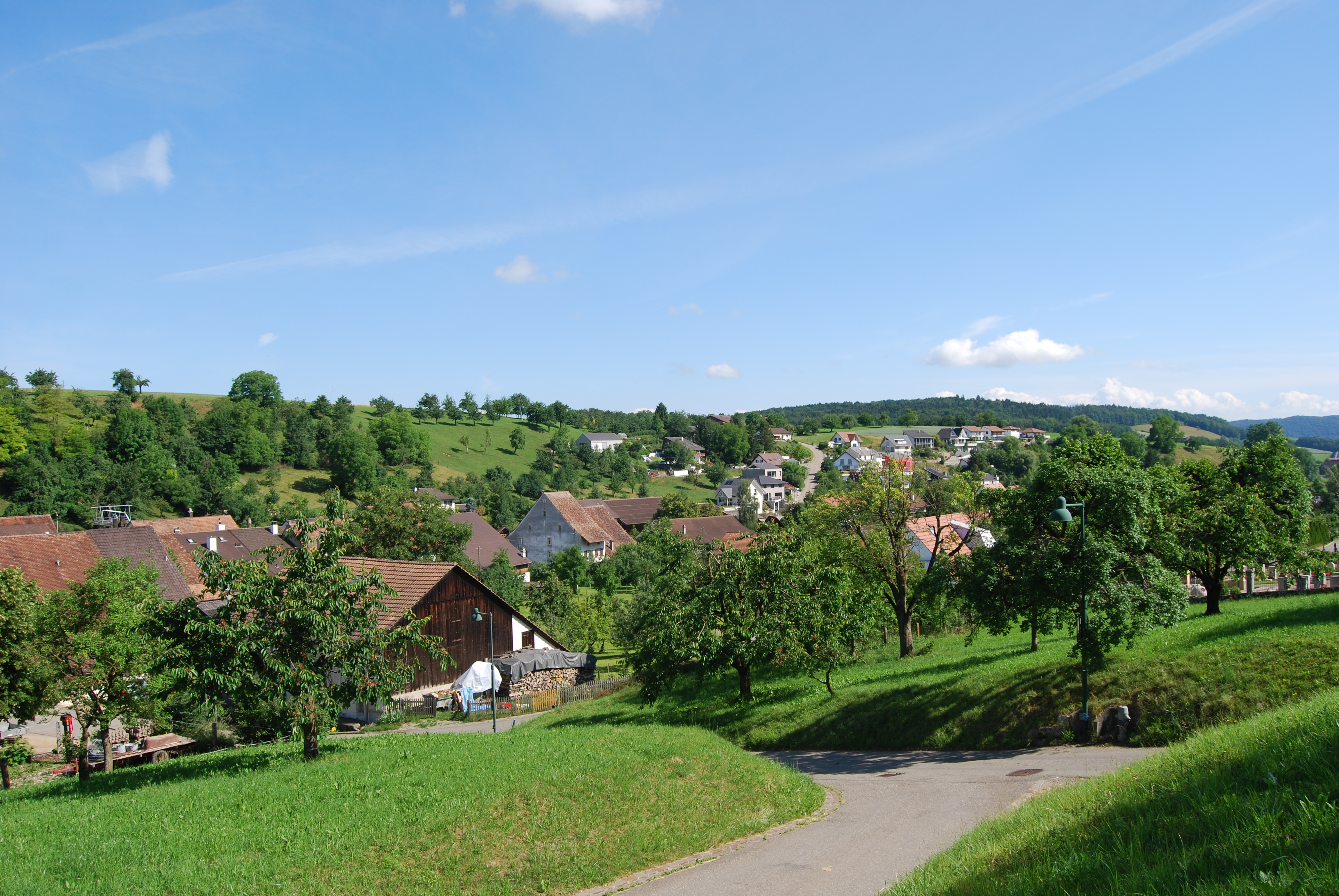
Bennwil

Bennwil is een gemeente en plaats in het Zwitserse kanton Basel-Landschaft, en maakt deel uit van het district Waldenburg.
Bennwil telt 643 inwoners.